# I Know This Much Is True
I Know This Much Is True est une mini-série américaine basée sur le roman du même nom de Wally Lamb, écrite et réalisée par Derek Cianfrance, et diffusée depuis le 10 mai 2020 sur HBO.
Mark Ruffalo y joue dans deux rôles, les frères jumeaux identiques Dominick et Thomas Birdsey. La série a été généralement bien accueillie par la critique.
En France, la série a été diffusée pour la première fois sur OCS dès le 24 septembre 2020. Elle est actuellement disponible sur Prime Video.

## Distribution

### Principaux
- Mark Ruffalo (VF : Rémi Bichet) : Dominick et Thomas Birdsey
  - Philip Ettinger (en) (VF : Gauthier Battoue) : Dominick et Thomas Birdsey, jeunes
- Melissa Leo (VF : Véronique Augereau) : Concettina « Ma » Birdsey, mère de Dominick et Thomas
- John Procaccino (VF : François Dunoyer) : Ray Birdsey, beau-père de Dominick et Thomas
- Rob Huebel (en) (VF : Guillaume Lebon) : Leo, le meilleur ami de Dominick
- Michael Greyeyes (VF : Loïc Houdré) : Ralph Drinkwater
- Juliette Lewis (VF : Laurence Charpentier) : Nedra Frank
- Kathryn Hahn (VF : Laura Blanc) : Dessa Constantine, l'ex-femme de Dominick
  - Aisling Franciosi (VF : Victoria Grosbois) : Dessa, jeune
- Rosie O'Donnell (VF : Brigitte Virtudes) : Lisa Sheffer
- Imogen Poots (VF : Jessica Monceau) : Joy Hanks
- Archie Panjabi (VF : Karine Texier) : Dr Patel
- Bruce Greenwood (VF : Bernard Lanneau) : Dr Hume

### Secondaires
- Donnie et Rocco Masihi (VF : Emmylou Homs) : Dominick et Thomas Birdsey à 8 ans
- Laura Esterman (VF : Cathy Cerdà) : Ruth Rood
- Annie Fitzgerald (VF : Juliette Degenne) : Mlle Hanker

### Invités
- Brian Goodman (en) (VF : Jean-François Aupied) : Al
- Gabe Fazio (VF : Laurent Morteau) : Shawn Tudesco
- Guillermo Díaz : le sergent Mercado
- Felix Solis (VF : Thierry Wermuth) : Miguel

 Source et légende : version française (VF) sur RS Doublage et Doublage Séries Database

## Production
La série a été commandée en octobre 2018. Le tournage a commencé en mars 2019. En avril 2019, Melissa Leo, Rosie O'Donnell, Archie Panjabi, Imogen Poots, Juliette Lewis et Kathryn Hahn ont rejoint la distribution de la série. 
Le 9 mai 2019, un incendie s'est déclaré sur le tournage de la série chez un concessionnaire de voitures d'occasion à Ellenville (État de New York). Le bâtiment, le matériel de tournage et vingt voitures anciennes ont été détruits. Il n'y a pas eu de blessé mais cela a suspendu le tournage.

## Épisodes
Les épisodes, sans titre, sont numéroté de un à six.

## Accueil critique
Sur Rotten Tomatoes, la minisérie détient une note d'approbation de 73% basée sur 40 avis, avec une note moyenne de 6,94 / 10. Sur Metacritic, il a un score moyen de 65 sur 100 sur la base de 23 avis, indiquant des "avis généralement favorables". 
Écrivant pour The A.V. Club, Ines Bellina a classé la série B–, louant la performance de Ruffalo mais dénonçant sa complexité.

## Distinction
- Golden Globes 2021 : Meilleur acteur dans une mini-série ou un téléfilm pour Mark Ruffalo